# Швајцарска на Зимским олимпијским играма 2018.
Швајцарска учествује на Зимским олимпијским играма 2018. које се одржавају у Пјонгчанг у Јужној Кореји од 9. до 25. фебруара 2018. године. Олимпијски комитет Швајцарске послао је 168 квалификованих спортиста у четрнаест спортова. 

## Освајачи медаља

### Злато
- Дарио Колоња — Скијашко трчање, 15 km слободно
- Сара Хефлин — Слободно скијање, слоупстајл
- Мишелн Гизин — Алпско скијање, алпска комбинација
- Дениз Фајерабенд, Рамон Ценхојзерн, Венди Холденер, Даниел Јуле, Лука Ерни  — Алпско скијање, екипно
- Невин Галмарини — Сноубординг, паралелни велеслалом

### Сребро
- Жени Пере, Мартин Риос — Керлинг, мешовити парови
- Беат Фојц — Алпско скијање, супервелеслалом
- Венди Холденер — Алпско скијање, слалом
- Матилда Гремо — Слободно скијање, слоупстајл
- Марк Бишофсбергер — Слободно скијање, ски крос
- Рамон Ценхојзерн — Алпско скијање, слалом

### Бронза
- Беат Фојц — Алпско скијање, спуст
- Венди Холденер — Алпско скијање, алпска комбинација
- Фани Смит — Слободно скијање, ски крос
- Бенуа Шварц, Клаудио Пец, Петер де Круз, Валентин Танер, Доминик Мерки — Керлинг, мушки турнир

## Учесници по спортовима
| Спорт                 | Мушкарци | Жене | Укупно |
| --------------------- | -------- | ---- | ------ |
| Алпско скијање        | 13       | 8    | 21     |
| Биатлон               | 5        | 5    | 10     |
| Боб                   | 9        | 3    | 12     |
| Брзо клизање          | 1        | 1    | 2      |
| Керлинг               | 6        | 5    | 11     |
| Нордијска комбинација | 1        | 0    | 1      |
| Санкање               | 0        | 1    | 1      |
| Скелетон              | 0        | 1    | 1      |
| Скијашки скокови      | 2        | 0    | 2      |
| Скијашко трчање       | 8        | 4    | 12     |
| Слободно скијање      | 15       | 7    | 22     |
| Сноубординг           | 12       | 12   | 24     |
| Уметничко клизање     | 0        | 1    | 1      |
| Хокеј на леду         | 25       | 23   | 48     |
| 14 спортова           | 97       | 71   | 168    |